# Saldaña de Burgos (kommun)
Saldaña de Burgos är en kommun i Spanien.   Den ligger i provinsen Provincia de Burgos och regionen Kastilien och Leon, i den norra delen av landet, 200 km norr om huvudstaden Madrid. Antalet invånare är 189.